# 古川隆久
古川 隆久（ふるかわ たかひさ、1962年6月22日 - ）は、日本の歴史学者。日本大学文理学部教授。専門は日本近現代史。

## 経歴
東京都出身。東京都立西高等学校卒。1986年（昭和61年）に東京大学文学部国史学科を卒業する。1992年（平成4年）に東京大学大学院人文科学研究科博士課程を修了、「総合国策機関の研究」で博士（文学）。横浜市立大学国際文化学部（のち国際総合科学部）講師、助教授を経て、2006年（平成18年）より日本大学文理学部の教授となる。
大学・大学院では伊藤隆に師事。伊藤の「日本ファシズム」概念否定論を受け継ぎ、「日本ファシズム」論は学説として「論理的に破綻」し、「有効性がないことは明白」であり、それ自体を深めることは「無意味」であると主張した。昭和戦前・戦中期における日本の政治体制は、ホアン・リンスのいう「権威主義体制」であったと指摘している。
『戦時下の日本映画』で、尾崎秀樹記念大衆文学研究賞を受賞する。
『大正天皇』（2007年）において、従来病弱で公務を行なう能力が乏しかったと評価されてきた大正天皇に関する戦後初の評伝で、なおかつ大正天皇を健康な名君として再評価した原武史の研究（『大正天皇』朝日新聞社、2000年）に対して、2002年（平成14年）に一部公開された『大正天皇実録』をはじめとする諸史料から大正天皇の生涯を検討し、なおかつ原の大正天皇像に関しては再反論を加え、大正天皇評価論争の一方の当事者となった。
『昭和天皇』（2011年）では、昭和天皇の戦争責任について検討し、「昭和天皇の戦争責任とは、消極的な心境からではあっても太平洋戦争の開戦を決断して、結果的に内外に莫大な犠牲を出してしまったこと、そして、太平洋戦争開戦にいたる過程で、事態の悪化を食い止められなかったことである」と結論した。同著でサントリー学芸賞を受賞した。

## 著書
- 『昭和戦中期の総合国策機関』（吉川弘文館, 1992年）。オンデマンド版2013年 ISBN 9784642042581
- 『皇紀・万博・オリンピック―皇室ブランドと経済発展』（中央公論社〈中公新書〉, 1998年／吉川弘文館〈読みなおす日本史〉, 2020年）ISBN 9784642071161
- 『戦時議会』（吉川弘文館, 2001年）ISBN 9784642066587
- 『戦時下の日本映画――人々は国策映画を観たか』（吉川弘文館, 2003年、新装版2023年）ISBN 9784642084260
- 『政治家の生き方』（文藝春秋〈文春新書〉, 2004年）
- 『昭和戦中期の議会と行政』（吉川弘文館, 2005年）ISBN 9784642037716
- 『昭和戦後史―歴史エンタテインメント』全3巻[6]（講談社, 2006年）
- 『あるエリート官僚の昭和秘史――「武部六蔵日記」を読む』（芙蓉書房出版〈芙蓉選書〉, 2006年）
- 『早わかり昭和史―時代の流れが図解でわかる！』（日本実業出版社, 2006年）- 図版項目での解説
  - 改訂『昭和全史』（角川ソフィア文庫, 2024年）ISBN 978-4044008284
- 『大正天皇』（吉川弘文館〈人物叢書〉, 2007年）ISBN 9784642052405
- 『東条英機――太平洋戦争をはじめた軍人宰相』（山川出版社［日本史リブレット・人］, 2009年）
- 『昭和天皇―「理性の君主」の孤独な生涯』（中公新書, 2011年）ISBN 978-4121021052
- 『ポツダム宣言と軍国日本　敗者の日本史20』（吉川弘文館, 2012年）ISBN 9784642064668
- 『近衛文麿』（吉川弘文館〈人物叢書〉, 2015年）ISBN 9784642052757
- 『昭和史』（筑摩書房〈ちくま新書〉, 2016年）ISBN 978-4480068873
- 『建国神話の社会史―史実と虚偽の境界』（中央公論新社〈中公選書〉, 2020年）
- 『政党政治家と近代日本―前田米蔵の軌跡』（人文書院, 2024年）
- 『戦争と音楽―京極高鋭、動員と和解の昭和史』（中公選書, 2025年）

### 編纂史料ほか
- （田浦雅徳・武部健一共編）『武部六蔵日記』（芙蓉書房出版, 1999年）
- 『別冊 昭和ニッポン　一億二千万人の映像』（講談社, 2005年）- 総年表・総索引、執筆担当
- （鈴木淳・劉傑共編）『第百一師団長日誌―伊東政喜中将の日中戦争』（中央公論新社, 2007年）
- （森暢平・茶谷誠一共編）『「昭和天皇実録」講義』（吉川弘文館, 2015年）ISBN 9784642082853
- 『昭和天皇拝謁記　初代宮内庁長官 田島道治の記録』（全7巻、岩波書店, 2021年12月-2023年5月）、編者委員(代表)
- 『「昭和天皇拝謁記」を読む』（岩波書店, 2024年8月）- 副読本

他は茶谷誠一・冨永望・瀬畑源・河西秀哉・舟橋正真、吉見直人
- 『百武三郎日記　侍従長が見た昭和天皇と戦争』（全3巻：岩波書店） 2025年7月-

茶谷誠一と共編、最終巻に関連資料、索引